# فرانسوا ماسون
فرانسوا ماسون (انگلیسی: François Masson؛ زادهٔ ۱۵ نوامبر ۱۹۷۹) بازیکن فوتبال اهل فرانسه است.
از باشگاه‌هایی که در آن بازی کرده‌است می‌توان به باشگاه فوتبال استاد برستوا ۲۹، باشگاه فوتبال دیژون، باشگاه فوتبال آنژه، باشگاه فوتبال کن، باشگاه فوتبال رن، و باشگاه ورزشی آمیان اشاره کرد.